# През плета
„През плета“ (на английски: Over the Hedge) е американски компютърно-анимационен филм от 2006 г.